# Jonas Hammargren
Jonas Hammargren, född 1750, död 21 november 1826 i Kalmar stadsförsamling, Kalmar län, var en svensk domkyrkoorganist.

## Biografi
Jonas Hammargren föddes 1750. Han blev 12 maj 1780 domkyrkoorganist i Kalmar domkyrkoförsamling, Kalmar. Hammargren avled 21 november 1826 i Kalmar.

### Familj
Hammargren var gift med Anna Margareta Byström (död 1811). Hon var änka efter urmakaren Lars Callerström.